# ブリット・ランペルベルフ
ブリット・ランペルベルフ（Britt Rampelberg、2000年6月5日 - ）は、ベルギーの女子バレーボール選手。ポジションはリベロ。ベルギー代表。

## 来歴

### クラブチーム
フラームス＝ブラバント州アッセ出身。2018年、Asterix AVO Beverenへ入団。国内リーグでは2018/19、2019/20、2020/21、2022/23シーズンで4回、ベルギーカップで2回のタイトルを獲得した。2021/22シーズンの国内リーグではベストリベロ賞を受賞した。2023/24シーズンからはルーマニアのCSMヴォレイ・アルバ・ブラジへ移籍した。

### 代表チーム
アンダーカテゴリーの代表として2016年のU-19欧州選手権で4位となった。2018年、シニア代表に初選出され、同年のネーションズリーグでデビュー。2021年、欧州選手権に出場した。2022年、オランダで開催された世界選手権に出場し9位となった。2023年、パリ五輪予選に出場した。

## 球歴
- 世界選手権 - 2022年
- ネーションズリーグ - 2018年、2019年、2021年、2022年
- オリンピック予選 - 2023年
- 欧州選手権 - 2021年、2023年

## 受賞歴
- 2022年 - 2021/22 Belgian Liga ベストリベロ賞
- 2023年 - ベルギーカップ MVP

## 所属クラブ
- Asterix AVO Beveren（2018-2023年）
- CSMヴォレイ・アルバ・ブラジ（2023-2024年）
- Pays d'Aix Venelles（2024年-）